# Gerry Mulligan
Gerald Joseph "Gerry" Mulligan, född 6 april 1927 i Queens i New York, död 20 januari 1996 i Darien, Connecticut, var en amerikansk jazzmusiker, kompositör och arrangör.
Mulligan var en mångsidig musiker, som spelade bland annat piano och klarinett, men han var framför allt känd för sitt spel av barytonsaxofon. Under sina tidigare år som musiker var han känd framför allt som arrangör.
1952 bildade han tillsammans med Chet Baker en kvartett, Gerry Mulligan Quartet, som gjorde stor succé och kan sägas vara ett bra exempel på vad som kom att kallas West Coast jazz. På grund av Mulligans drogmissbruk överlevde inte kvartetten mer än ett år.
Under sitt fortsatta liv turnerade Mulligan med Dave Brubeck, Thelonious Monk, Chet Baker, Stan Getz och Zoot Sims och en lång rad av andra.